# Compton-Belkovich-Thoriumanomalie
Die Compton-Belkovich-Thoriumanomalie ist ein Hotspot (vulkanischer Komplex) am Rand der erdabgewandten Seite des Mondes. Sie wurde 1998 mit Hilfe des Lunar Prospectors entdeckt. In dieser Region herrscht eine hohe Konzentration des schwach radioaktiven Elements Thorium. Aufgrund der Gesteinsproben aus den Apollo-Missionen wurde bis dahin davon ausgegangen, dass der Vulkanismus auf dem Mond vor drei bis vier Milliarden Jahren seinen Höhepunkt erreicht hatte. Dabei deuten nun diese Ergebnisse auf deutlich jüngere vulkanische Aktivitäten vor ca. einer Milliarde Jahren auf der Mondrückseite hin.

## Beschreibung
Die Compton-Belkovich-Thoriumanomalie wurde 1998 von dem Gammastrahlenspektrometer an Bord des Lunar Prospectors aufgezeichnet und in der Folge als vulkanischer Hotpot erkannt. Die errechnete Thoriumkonzentration erreicht 5,3 Mikrogramm pro Gramm, während das Basalt im umliegenden Hochland nur zwischen 0 und 2 µg/g enthält. Verglichen mit den Verhältnissen auf der Erde von 0,06 µg/g ist sie in der Compton-Belkovich-Anomalie sehr hoch. Zudem hat sie einen sehr hohen Reflexionsgrad, wie eine bildgebende Studie ergab, die später mit Hilfe der Clementine-Sonde durchgeführt wurde. Hochauflösende Bilder vom Lunar Reconnaissance Orbiter ermöglichten 2011 eine genauere Analyse der Oberflächeneigenschaft der Compton-Belkovich-Thoriumanomalie.

### Lage
Die Anomalie befindet sich zwischen dem Krater Belʹkovich, der einen Durchmesser von 214 km hat, und dem Krater Compton (162 km Durchmesser). Die Region an sich ist 32 km breit und 18 km lang. Im Mittelpunkt der Region liegt ein vulkanischer Komplex mit einer Ausdehnung von 25 km mal 35 km. Er befindet sich ca. 900 km entfernt vom nordöstlichen Procellarum-KREEP-Terrain, in dem ein hohes Vorkommen des Gesteinskomponente KREEP festgestellt wurde.

### Eigenschaften
Im Mittelpunkt der erhöhten Region ist eine Senke, die von Steilhängen umgeben ist und ein Krater sein könnte. In nördlicher Richtung befindet sich ein Gebilde mit einem Durchmesser von 500 Metern, das „Kleine Kuppel“ genannt wird. Weiter nördlich ist eine langgestreckte Kuppel, die eine Nord-Süd-Ausrichtung aufweist und „Mittlere Kuppel“ genannt wird. Sie ist 2,5 km lang und 600 Meter breit. Sowohl die „Kleine Kuppel“ als auch die „Mittlere Kuppel“ haben Gesteinsbrocken auf dem Gipfel, die vulkanischen Ursprungs sein könnten. Am nördlichen Rand der Anomalie befindet sich die sogenannte „Große Kuppel“. Sie hat einen Durchmesser von 2,5 km und eine Delle am Gipfel.
Ein Ausläufer des reflektierenden Substanz erstreckt sich in den Südosten von der Anhöhe von ca. 7 km. Es wird vermutet, dass es die Überreste eines pyroklastischen Stromes sein könnten. Diese hochreflektierende Fläche passt zu einer Fläche, die einen Christiansen-Effekt mit kürzerer Wellenlänge zeigt – sie reflektiert stärker im Bereich von 7,1 bis 7,5 μm, was auf einen Hauptbestandteil von Quarz oder Alkalifeldspaten schließen lässt.
Explosionsreste sind auch im östlichen Teil über 300 km verstreut und finden sich in einem Gebiet von 70,000 km².

### Vulkanischer Abhang
Vulkanische Eigenschaften geben Informationen über die Zusammensetzung der Lava, die in der Compton-Belkovich-Thoriumanomalie vorliegt. Im Durchschnitt haben die meisten Vulkane auf dem Mond Abhänge, die eine Neigung von weniger als 7 Grad haben. Diese Gegend hat dagegen einen Abhang mit bis zu 25 Grad. Dieses spricht dafür, dass die Region durch flüssige Lava gebildet wurde.

### Zusammensetzung
Anhand der Daten, die die Clementine-Sonde in einem Infrarotspektrum von 750 nm und 950 nm liefert, beträgt der Anteil von Eisenoxiden ca. 3 % der Masse.

### Formation
Die Analyse der Gesteinsproben aus dem Apollo-Programm hat eine vulkanische Aktivität in der Zeit von vor drei bis vier Milliarden Jahren nachgewiesen, wobei diese Proben ausschließlich von der erdzugewandten Seite des Mondes stammen. Dagegen scheint auf der Mondrückseite Vulkanismus noch vor einer Milliarde Jahren vorgekommen zu sein. Die gleichmäßige Oberfläche im Bereich der Anomalie spricht dafür, dass sie in einem deutlich jüngeren Ausbruch geformt wurde.
Als die Lava abkühlte, fand ein Kristallisationsprozess statt, in dem sich Silikatstrukturen gebildet habe. Inkompatible Elemente wie Thorium haben sich dabei im verbliebenen flüssigen Gestein angereichert. Die Eruption, die mit der Thoriumanomalie verbunden ist, könnte die Erhebungen im West und die niedrige, weite Ebene im Osten erschaffen haben. Die spätesten Lava-Eruptionen haben vermutlich die Kuppeln mit den steileren Abhängen und zudem kleine Wülste an Stellen geformt, wo sie kaum die Oberfläche erreicht haben, hinterlassen.